# Kanshi
Kanshi kallas klassisk kinesisk poesi som skrivits i Japan.
Under tidig medeltid var kinesisk poesi en viktig del av god bildning i Japan, och många tidiga japanska litterära verk, såsom Genji monogatari, vimlar av referenser till inhemsk kanshi-poesi och kinesiska dikter. Den tidigaste kända samlingen kanshi heter Kaifūsō och gavs ut 751.